# Michael United AFC
Michael United AFC is een voetbalclub uit Kirk Michael, een plaats op het eiland Man.

## Erelijst

### Beker
- Hospital Cup: 1958-59, 1960-61, 1962-63
- Woods Cup: 1962-63, 2003-04
- Paul Henry Gold Cup: 2007-08

## Stadion
Het stadion van Michael United AFC is het Lough Ny Magher, gelegen op Balleira Road in Kirk Michael. De capaciteit van het stadion is niet bekend.